# Politesse (linguistique)
La théorie linguistique de la politesse a été développée par Brown & Levinson dans les années 1970 et a permis d'expliquer un grand nombre de faits langagiers autrement très obscurs (par exemple, la préférence pour la formulation indirecte d'ordres, coûteuse et non efficace). La politesse, dans une conversation, est le reflet des relations sociales qu'entretiennent les participants; elle peut également servir à modifier ou à solidifier des relations préexistantes. Elle est influencée par deux facteurs, représentés sur deux actes : les relations hiérarchiques entre deux personnes, de même que la proximité, au sens d'être « proche » de quelqu'un. La politesse comme l'impolitesse peuvent être négatives ou positives, c'est-à-dire fonctionner par soustraction (ne pas faire quelque chose d'attendu) ou par addition (faire quelque chose), et peuvent viser la face positive (l'estime de soi) ou la face négative (le désir de liberté, le territoire).

## Définition
L’étude de la politesse et de l’impolitesse s’est basée sur plusieurs notions tirées d’autres domaines comme la psychologie sociale, la sociologie et l’anthropologie. Pour certains, le phénomène de la politesse dans les langues naturelles est superficiel; pour d’autres, comme Geoffrey Leech, linguiste anglais, c’est une manifestation très importante du langage dont les êtres humains auraient de la difficulté à se passer. La politesse, que ce soit à l’écrit ou à l’oral, est commune dans notre société et dans notre usage de la langue. Une conversation nait dans un contexte oral déterminé par les locuteurs. Elle se bâtit collectivement, et petit à petit la progression de l’interaction se dessine (p.69-70). La conversation est également une action qui peut détériorer ou maintenir les relations entre les locuteurs. Durant l’interaction, une majeure partie de ce qui est étudié est la valeur relationnelle, valeur qui se présente par le désir d’un rapprochement avec quelqu’un, d’une domination sur l’autre, d’une volonté de faire perdre la face à quelqu’un ou de protéger la sienne dans le discours. Elle n’est pas aussi explicite que le contenu informationnel, mais elle est toutefois à prendre en considération et à observer attentivement. Si l’on veut bien décrire le fonctionnement des conversations et leur composante relationnelle, il est donc primordial de savoir expliquer théoriquement ce phénomène à l’aide d’outils descriptifs.

## La politesse de premier et de deuxième ordre

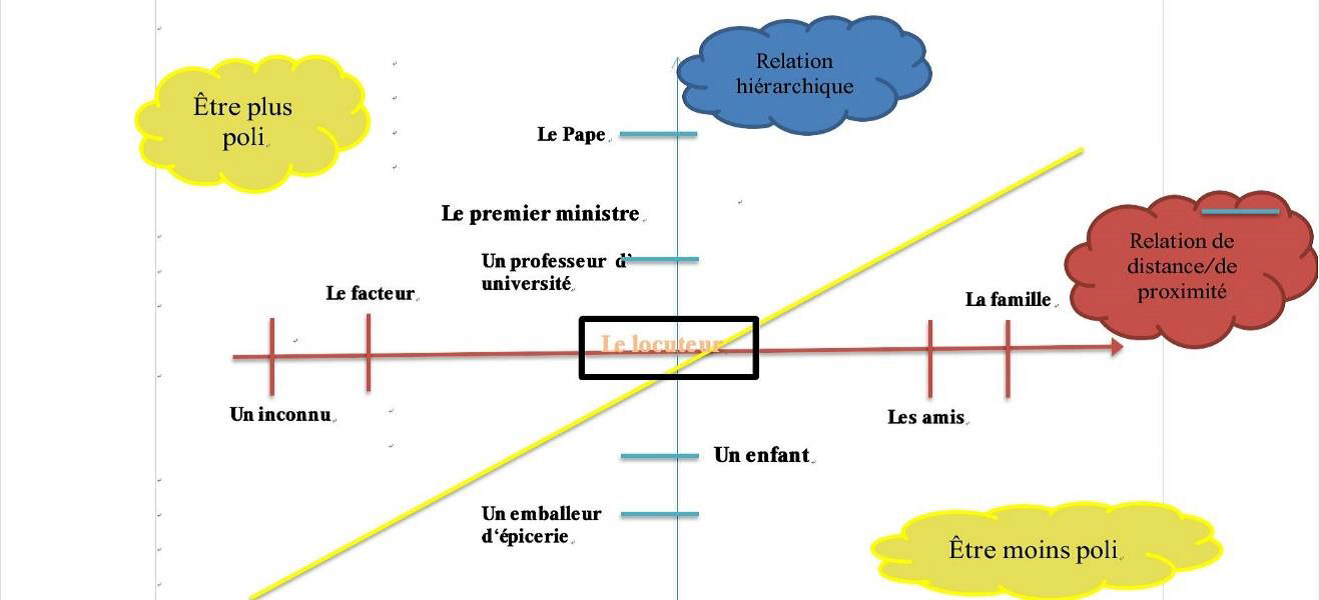
Schéma des axes vertical et horizontal de la politesse.

Terkourafi décrit qu’en pragmatique, certains chercheurs qui se sont intéressés au phénomène de la politesse ont voulu distinguer la politesse de premier ordre et de deuxième ordre. Ainsi, ils ont énoncé que la politesse de premier ordre représenterait les différentes manières dans lesquelles le comportement de la politesse est conçu et exposé par les membres d’un groupe socio-culturel. Ce premier ordre réfèrerait aux notions de la politesse partagées communément dans une société. La politesse de deuxième ordre, pour sa part, serait une construction théorique, plus technique que la politesse de premier ordre, qui se situerait entre la théorie du comportement social et l’utilisation du langage. 

## L'axe horizontal et l'axe vertical
Dans un discours, le contexte est continuellement en changement. Cela est dû à la progression et à la manipulation des signes qui sont échangés entre les individus. À partir d’un contexte établi au début de l’interaction, les participants construisent le discours conversationnel à l’aide de signes sélectionnés par les « données contextuelles » (p.71), en partie, et les « évènements conversationnels » qui les modifient. 
La relation interpersonnelle qui relie les interlocuteurs peut se présenter sous sa forme « horizontale » (de « proximité/distance », comme deux amis ou deux inconnus discutant) ou « verticale » (de « type hiérarchique », comme un patron et un employé communiquant). Sur l’axe vertical, montrer un abus de déférence peut être interprété comme impoli, au même titre qu’une attitude plus amicale et moins hiérarchisée entre un supérieur et un employé peut être possible. Sur l’axe horizontal, il peut être considéré plus sympathique d’utiliser le « tu » des familiarités que le « vous » plus soutenu, voire distant, froid, dans une discussion (p.84).
Selon le modèle de Brown & Levinson, la politesse contenue dans un énoncé est en relation avec les facteurs du pouvoir et de la distance sociale. En effet, la politesse augmente naturellement en même temps que la distance relationnelle entre les personnes, et diminue à mesure que les participants se rapprochent. Par exemple, un individu se montrera moins « poli » avec sa famille,  à cause du lien plus serré et moins formel qu’il entretient avec elle depuis son enfance, qu’avec un nouveau collègue au travail. De plus, la politesse tend à augmenter avec la distance hiérarchique entre les participants. Par exemple, un individu se montrera probablement plus poli envers son supérieur qu’avec son subalterne (p.83-84). Ainsi, une personne se montrera plus polie quand la distance est accrue entre l’individu et son interlocuteur et quand le niveau hiérarchique de l’interlocuteur est plus élevé que celui du locuteur. À l’inverse, une personne se montrera moins polie quand la distance est moindre entre l’individu et son interlocuteur et que le niveau hiérarchique de l’interlocuteur est inférieur par rapport à celui de la personne qui parle.

## Les relationèmes
La politesse est utilisée pour plusieurs usages, dont le fait de négocier les rapports entre interactants qui seront soient confirmés, contrastés, constitués ou inversés. Lors de ces négociations, il y a des manipulations de certaines unités, appelées « relationèmes » ou « taxèmes » (p.72). On inclut les marqueurs de la relation verbale dans la catégorie des taxèmes, tels que :
- La quantité de parole (mesurable en durée ou en volume) ;
- Le fonctionnement des prises de tour (système d’alternance qui est constitué par les interruptions et les intrusions) ;
- L’organisation du dialogue en période d’échange (la distribution du niveau d’initiatives) ;
- Ce qui concerne la gestion des thèmes ou des termes, ou bien même des arguments (imposer à autrui son vocabulaire, son autorité, etc.) ;
- Ce qui a trait au débit, les intonations; la posture, les gestes et les mimiques ;
- Les actes de langage qui peuvent fonctionner comme relationèmes verticaux (exemple de l’ordre ou l’interdiction) et horizontaux (exemple de la confidence).

## La notion de «face»
Dans le modèle de politesse de Brown et Levinson, ce ne sont pas les intentions des locuteurs qui comptent, mais plutôt les stratégies qu'ils adoptent pendant l'interaction. Les auteurs abordent la notion de « face » afin d'illustrer la politesse dans son sens large. Pendant une interaction quelconque, les deux locuteurs ont un intérêt en commun, c'est-à-dire de maintenir deux types de face, la « face positive » et la « face négative ». Les auteurs définissent la face positive comme étant l'image constante et positive que les gens ont d'eux-mêmes et comme le désir de reconnaissance ; autrement dit, c'est l'image de soi-même que l'on tente d'imposer aux autres. La face négative, quant à elle, réfère au « territoire » au sens large (corporel, spatial, temporel et cognitif). La face négative réfère au désir d'autonomie, c'est-à-dire être libre de ses actions ou encore protéger son intégrité personnelle.

### Face-work
Le modèle de politesse mobilise la théorie du face-work (ou « effort de figuration » en français), dont le principe fondamental « est que, lors d’une interaction, les individus s’attachent à faire bonne figure tout en faisant en sorte que les autres ne perdent pas la face (Goffman, 1955). Les règles de conduite consistent alors à atténuer les actes pouvant porter atteinte à la face (face threatening acts ; Brown et Levinson, 1987) et à maximiser les actes qui peuvent valoriser la face (face flattering acts ; Kerbrat-Orecchioni, 1998) ».
Brown & Levinson affirment que dans toute rencontre humaine, il existe un caractère intrinsèquement menaçant pour les faces. Les Face Threatening Acts (FTAs), ou « actes menaçant pour les faces » peuvent menacer les deux faces du locuteur ou de son interlocuteur. Les actes menaçants pour la face positive du locuteur lui-même peuvent être de l'autocritique ou de l'autodérision (par exemple, « je ne suis bon à rien » ; elles sont entre autres utilisées pour aller chercher du réconfort), des excuses ou des aveux. Les actes menaçants pour la face positive de l'interlocuteur comprennent les critiques ou la suggestion. Du côté de la face négative, menace l'interlocuteur qui ordonne, demande ou conseille (actes directifs du style : « ferme la porte ») ou qui viole le territoire (violations visuelles, sonores, olfactives, etc.). Un FTA dirigé à la face négative du locuteur ressemblerait plutôt à une promesse (actes promissifs comme : « Je vais te conduire à l'école mardi matin »), ou à l'acceptation de remerciements ou d'offres. 
La politesse se situe dans un ensemble où le désir personnel de préservation des faces et le danger que représente la majorité des actions dans la discussion pour les faces tentent de cohabiter.

## Critiques de la théorie de Brown & Levinson
Quelques critiques ont été apportées à ce modèle, et l’auteure Catherine Kerbrat-Orecchioni propose quelques remaniements afin de l'améliorer (p.74).
Pour commencer, la vision de Brown & Levinson est considérée comme excessivement pessimiste. Selon leur modèle, les êtres qui communiquent auraient toujours peur d'être attaqués par des FTAs, au point où guetter les menaces deviendrait une obsession. Les chercheurs ont omis de considérer que les actes de langage pouvaient être valorisants et n'avaient pas uniquement un potentiel destructeur. Pour eux, complimenter quelqu'un est une intrusion dans le territoire de la personne visée, tandis que cela pourrait (et devrait peut-être) aussi être vu comme bon pour la face positive de celle-ci. Pourtant, si, dans les cultures occidentales, la forme de politesse dite négative serait la plus présente, dans d'autres cultures, c'est la politesse positive qui est prépondérante. Par exemple, la langue française et la langue anglaise ont des expressions qui signifient « garder/perdre la face », mais n'en ont pas pour dire « donner la face »; le mandarin, lui, possède les deux. L'analyse de Brown & Levinson ne rend donc pas compte des autres cultures. 
Le modèle de Brown & Levinson est aussi manquant en ce qu'il ne traite pas de l'impolitesse, et en ce qu'il assimile face positive/négative à politesse positive/négative, ce qui cause de la confusion terminologique. D'autres auteurs ont cependant bâti sur leurs réflexions. 

## Modèle de Kerbrat-Orecchioni

### Anti-FTAs
Kerbrat-Orecchioni introduit en réponse à ces critiques la notion d’« anti-FTAs », pendant positif du FTA, c'est-à-dire un acte de langage qui permet de préserver les faces du locuteur ou de son interlocuteur. Un anti-FTA dirigé à la face positive d'un interlocteur pourrait donc être un compliment ou une marque d'estime; un anti-FTA dirigé à la face négative d'un interlocuteur prendrait l'apparence d'un choix ouvert ("Qu'as-tu envie de faire ce soir?"). Un anti-FTA dirigé à la face positive du locuteur pourrait ressembler à un compliment fait à soi-même ("Wow, j'avance bien aujourd'hui!"); du côté de la face négative, cela pourrait être de refuser de faire une promesse à quelqu'un. 

### (Im)politesse positive et (im)politesse négative
Par ailleurs, elle éclaircit les notions de "politesse négative" et de "politesse positive", qui n'ont pas rapport aux faces positives et négatives. Elle propose les définitions suivantes : 
- La politesse négative, c'est le fait de ne pas produire un FTA ou d'atténuer un FTA. Il s'agit par exemple de s'abstenir de critiquer son interlocuteur ou d'adoucir la critique.
- La politesse positive, c'est plutôt le fait de produire un anti-FTA (p.76-77)[4]. Un compliment ou même un simple "bonjour" constitue un acte de politesse positive.

De l'autre côté, l'impolitesse complète ce modèle :
- L’impolitesse positive est la production d'un FTA qui n'a pas été atténué. Par exemple, un enfant qui jure et tempête contre le menu du souper fait de l'impolitesse positive.
- L’impolitesse négative est la non-production d'un anti-FTA, c'est-à-dire ne pas effectuer un geste qui serait attendu de la part d'un individu poli. Une impolitesse négative serait par exemple un invité qui ne remercie pas son hôte du repas (p.77)[4].

Ainsi, dans une situation d'interaction, être poli implique de « produire des anti-FTAs tout autant qu’adoucir l’expression des FTAs (p.76) » (p.75-76) Par opposition, on peut ajouter qu'être impoli signifie produire des FTA et ne pas produire d'anti-FTA attendus.

### Adoucisseurs et durcisseurs
Les « adoucisseurs » et les « durcisseurs » sont les dernières composantes du modèle proposé par Kerbrat-Orecchioni. 
Un adoucisseur permet d'atténuer un FTA, d'y enlever une partie de son mordant et de sembler plus poli, même si l'acte de langage reste le même. Un ordre formulé indirectement reste un ordre, mais il y a une grosse différence entre se faire dire « Nettoie ta chambre! » et « Tu pourrais peut-être nettoyer ta chambre, avant que tes invités arrivent? ». 
Un durcisseur accomplit l'inverse et fait d'un FTA une impolitesse encore plus flagrante. Monter le ton, ajouter l'insulte personnelle à la critique, jurer sont tous des durcisseurs. 

## Autres situations d'impolitesse
La politesse et l’impolitesse peuvent aussi transparaitre à travers bien d’autres réalisations que celle des actes de langage et celle des actes non verbaux. Un comportement qui ne répond pas aux attentes de politesse communes à une société pour un contexte conversationnel précis peut avoir un effet d’impolitesse. Voici quelques exemples de FTAs :
- Parler longtemps sans laisser les autres s’exprimer ou interrompre une autre personne ;
- Avoir un discours centré sur soi-même ;
- Dévier de l’enchainement normal de la discussion en changeant de sujet ;
- Ne pas faire bon usage d’un « tu » ou d’un « vous » dans les bonnes circonstances. Par exemple, communiquer avec un supérieur par un « tu » alors que c’est votre premier jour de travail et que vous ne le connaissez point (p.79)[4].